# Napomyza hirticornis
Napomyza hirticornis este o specie de muște din genul Napomyza, familia Agromyzidae, descrisă de Friedrich Georg Hendel în anul 1932.
Este endemică în Austria. Conform Catalogue of Life specia Napomyza hirticornis nu are subspecii cunoscute.